# Alföldi Albert
Alföldi Albert (Szeged, 1939. december 7. – 2023. november 9.) magyar népművelő, politikus, országgyűlési képviselő.

## Életpályája
Általános és középiskolai tanulmányait Orosházán végezte el. 1958-ban érettségizett a Táncsics Mihály Gimnáziumban. 1958–1960 között a Beloiannisz Híradás-technikai Gépgyárban (BHG) dolgozott. 1960–1962 között Budapesten, a Honvéd Művészegyüttesnél sorkatonai szolgálatot teljesített. 1962–1966 között Budapesten a Felsőfokú Rendezőképző Akadémián tanult; 1966-ban színjátszó rendezői képesítést szerzett. 1962–1966 között Újkígyóson népművelő volt. 1966–1968 között Dunapatajon népművelőként tevékenykedett. 1968-tól a hajósi Dürer Művelődési Ház igazgatója. 1980–1984 között a Népművelők Egyesületének tagja volt. 1982–1986 között a Kulturális Kamara elnökségének tagja volt.

### Politikai pályafutása
1965–1989 között az MSZMP tagja volt. 1994–1998 között, valamint 2004–2010 között országgyűlési képviselő volt (1994–1998: Kalocsa, 2006-tól: Bács-Kiskun megye). 1994–1998 között, illetve 2006–2010 között a kulturális és sajtóbizottság tagja volt. 1998-tól az MSZP tagja, 2004-től Bács-Kiskun megyei alelnöke. 1998-ban és 2002-ben képviselőjelölt volt. 1998-tól a Bács-Kiskun Megyei Közgyűlés tagja, 2003–2006 között alelnöke volt. 2002-től hajósi független önkormányzati képviselő. 2004–2006 között az ifjúsági és sportbizottság, valamint az oktatási és tudományos bizottság tagja volt.

## Családja
Szülei: Alföldi Károly (1904–1985) és Vígh Veronika (1910–?) voltak. 1963-ban házasságot kötött Gyulán Farkas-Cseke Magdolnával. Három gyermekük született: Albert (1964) tanár, Angéla (1968) tolmács és Alíz (1971). Vajda Ibolyától házasságon kívül született gyermeke Róbert (1967) színművész.

## Díjai
- Szocialista Kultúráért Érdemérem (1978)
- Ifjúságért Érdemérem (1980)
- Kiváló Népművelő (1984)
- Bessenyei György-emlékérem (1988)
- A Magyar Kultúra Lovagja (2010)[4]